# Циклиофори
Циклиофорите (Cycliophora) са тип организми от царство Животни (Animalia).
Той включва три вида микроскопични животни, който нямат близки връзки с никои други животни, поради което са обособени в собствен тип, след като са описани за пръв път през 1995 година. Размерът им е по-малък от половин милиметър и прекарват живота си прикрепени към тялото на няколко вида студеноводни омари.

## Видове
Тип Cycliophora – Циклиофори
- Клас Eucycliophora
  - Разред Symbiida
    - Семейство Symbiidae
      - Род Symbion
        - Symbion americanus
        - Symbion pandora
        - трети вид, който към януари 2016 година няма номенклатурно име